# Astron-6
Astron-6 va ser una companyia de producció i direcció de cinema canadenc fundada el 2007 per Adam Brooks i Jeremy Gillespie.Més tard, l'empresa es va expandir per incloure Matt Kennedy, Conor Sweeney i Steven Kostanski, que ara són socis iguals a l'empresa. Astron-6 és coneguda per produir pel·lícules independents de baix pressupost centrades en els anys 80 que sovint combinen el terror amb la comèdia.

## Biografia
Un documental previst per al 2012 No Sleep, No Surrender, que detallava la realització i la producció de la seva pel·lícula del 2011 Father's Day, mai es va completar, tot i que es va llançar un tràiler teaser. El seguiment del Father's Day, una comèdia de terror inspirada en giallo, The Editor, va ser dirigida per Adam Brooks i Matthew Kennedy el 2014.
El 2016, Astron-6 va produir la sèrie web Divorced Dad. La sèrie va ser descrita pels cineastes com "una carta d'amor als programes de televisió d'accés per cable entranyablement incompetents creats per les celebritats de les petites ciutats llunyanes preparades per a la pantalla durant les dècades de 1980 i 90".
Gillespie i Kostanski van dirigir la pel·lícula de terror del 2016 The Void, pensada com una sortida del treball més còmic d'Astron-6. La pel·lícula mostra més de la criatura de Kostanski i els efectes pràctics tal com es veu a les pel·lícules anteriors d'Astron-6.

## Filmografia
- Astron-6 (2011, DVD recopilatori)[5]
- Manborg (2011)[6]

- Father's Day (2011)[7]
- The Editor (2014)[8]
- "W is for Wish" a ABCs of Death 2 (2014)[9][10]
- The Void (2016) (només Steven Kostanski i Jeremy Gillespie)
- Leprechaun Returns (2018) (només Steven Kostanski)
- Divorced Dad (2019) —Sèrie de 7 episodis[10]
- Chowboys: An American Folktale (2019)[11]
- Psycho Goreman (2020) (només Steven Kostanski i Adam Brooks)
- "Veggie Masher commercial" a "Storm Drain" segment de V/H/S/94 (2021)
- Frankie Freako (2024)